# Pagara texana
Pagara texana är en fjärilsart som beskrevs av French 1889. Pagara texana ingår i släktet Pagara och familjen björnspinnare. Inga underarter finns listade i Catalogue of Life.